# Leuchttürme von IJmuiden
Die zwei Leuchttürme von IJmuiden stehen an der niederländischen Nordseeküste in der Provinz Nordholland. Sie weisen den geraden Weg über die ausgebaggerte Fahrrinne IJgeul zur Hafeneinfahrt des Nordseekanals, der von IJmuiden zum Hafen von Amsterdam führt. Durch ihre unterschiedliche Höhe bilden die beiden Leuchtfeuer eine Feuerleitlinie zur Ansteuerung des Hafens, da bei Einfahrt von See die beiden Lichter übereinander stehen müssen.

## Aufbau der Türme
Beide Leuchttürme wurden konstruiert durch Quirinus Harder, einen niederländischen Architekten der niederländischen Schifffahrtsbehörde des Lotsenwesens (niederländisch Nederlands Loodswezen). Der Bau erfolgte 1878 durch die Firma D.A. Schretlen & Co aus Leiden mit einem Anstrich aus rotbrauner Farbe. 1909 wurden die Türme elektrifiziert. Anfangs hatten beide Türme eine fast identische Höhe und zeigten über feste Fresnel-Linsen jeweils ein weißes Licht. Die Höhe sollte eine Verwechselungsgefahr mit den Lichtern von Fischern oder anderen Schiffen vermeiden helfen. Dies erwies sich in der Praxis als ungeeignet, weshalb der östliche Turm (Oberfeuer) 1907 ein rotierendes Licht erhielt. Der westliche Turm behielt das konstante Licht und diente nur als Leitlicht für die Einfahrt in die Hafenmündung. Die Türme sind seit 1981 in der niederländischen Liste als Rijksmonument aufgenommen, sodass diese zumindest als Bauwerk erhalten bleiben. Eine Besichtigung ist nicht möglich.

## Großer Turm
Der Große bzw. Hohe Leuchtturm (niederländisch Hoge Vuurtoren) steht als eine weithin sichtbare Landmarke inmitten von Hafengebäuden zwischen dem Haringhaven und dem Vissershaven von IJmuiden. Seine Höhe beträgt rund 42 Meter und trägt in einer gusseisernen Wanne eine Laterne aus Kupfer, aus der das Seefeuer in 53 Meter über NAP (Normaal Amsterdams Peil) alle fünf Sekunden (Kennung) aufblitzt. Eine  Quecksilberdampflampe von 2000 Watt erzeugt über eine Doppeldrehlinse eine Lichtstärke von 3,5 Millionen Candela, die bei guten Sichtverhältnissen 29 Seemeilen (54 Kilometer) weit zu sehen ist. Unter der Laterne sind vier Scheinwerfer vom Durchmesser 450 mm als Oberfeuer für die Feuerleitlinie installiert. Das weiße Festfeuer besitzt eine Tragweite von vier Seemeilen (7 Kilometer).

## Kleiner Turm
Der Kleine bzw. Niedrige Leuchtturm (niederländisch Lage Vuurtoren) steht weiter westlich zwischen Haringshaven und IJmondhaven. Als Unterfeuer erwies sich der kleine Turm als zu hoch, da die Navigation zur Ansteuerung der Hafenanfahrt beeinträchtigt wurde. Daher beschloss man 1909 vom Turm die oberen 10 Meter einschließlich der Laterne abzutragen. Dieser Teil hat auf der Westfriesischen Insel Vlieland einen neuen Platz gefunden, wo er als eigenständiger Leuchtturm auf der Vuurduin sein Licht zeigt. Auf dem Rumpf des kleinen Turms wurde eine neue Laterne aufgesetzt, wodurch der Turm heute nur noch eine Höhe von 24 Metern aufweist. Wie beim großen Turm sind unterhalb der Laterne die vier Scheinwerfer für das Unterfeuer angebracht.
In den 1960er Jahren wurde der Vorhafen IJmuiden mit Verlängerung der Molen und die Hafeneinfahrt neu gestaltet. Damit einher ging eine Verlagerung der Fahrrinne in Richtung Süden, wodurch auch die Feuerleitlinie angepasst werden musste. Dementsprechend erfolgte eine Versetzung des Kleinen Turms um 40 Meter in Richtung Süden. Erleichtert wurde das Vorhaben durch die Konstruktion aus Gusseisen, da „nur“ der Turm abgeschraubt werden musste, um an den neuen Standort verschoben und neu angeschraubt zu werden.